# Édouard Colonne
Édouard Juda Colonne (Bordeaux, 23 luglio 1838 – Parigi, 28 marzo 1910) è stato un direttore d'orchestra e violinista francese, fautore della musica di Berlioz e di altri eminenti compositori del XIX secolo.

## Biografia
Colonne nacque a Bordeaux, figlio e nipote di musicisti di origine italo-ebraica. Dall'età di otto anni suonava il flagioletto e la fisarmonica, quindi iniziò gli studi di violino con Baudoin. A partire dal 1855 studiò al Conservatorio di Parigi, dove vinse i primi premi sia in armonia che in violino. Per quasi un decennio (1858-1867) fu primo violino all'Opéra di Parigi, oltre a suonare come secondo violino nel Quartetto Lamoureux. Nel 1871 diresse concerti al Grand-Hôtel e la musica, Prélude, Entr'acte e due Mélodrames, per la messa in scena di Les Érinnyes di Massenet nel 1873.
Sempre nel 1873 Colonne, insieme all'editore musicale Georges Hartmann, fondò il "Concert National" al Teatro dell'Odéon. Due anni dopo, la sede si trasferì al Théâtre du Châtelet e il nome dell'impresa fu cambiato in 'L'Association Artistique du Châtelet'. Le esibizioni dell'Associazione alla fine divennero note come Concerts Colonne e questo nome continuò ad essere usato fino agli anni '60.
Nel 1878 Colonne aveva incontrato Čajkovskij durante la visita del compositore russo a Parigi e, oltre a dare la prima locale della sua 4ª Sinfonia, rimase in contatto, il che portò Colonne a "scambi" di viaggi per concerti in Russia.
Colonne era noto per il suo interesse per Berlioz (allora, nel complesso, più apprezzato nei paesi di lingua inglese e tedesca che in Francia). David Cairns ha osservato in relazione alla tradizione esecutiva dopo la morte di Berlioz che "l'avvento di Edouard Colonne è stato quindi cruciale... Berlioz era accettato come compositore di un'unica opera, al massimo due: La damnation de Faust e la Sinfonia Fantastica. Ma ora l'opera era in buone mani". Commenta che quando il quindicenne Pierre Monteux si unì all'orchestra di Colonne nel 1890 e "imparò la musica dall'interno" questa tradizione continuò. Monteux (prima violista e poi assistente direttore dell'orchestra di Colonne) utilizzò la partitura annotata di Colonne per la sua registrazione del 1931 della Sinfonia Fantastica di Berlioz.
Inoltre Colonne si distinse per il suo sostegno alla musica di Wagner, Mahler e Saint-Saëns. Introdusse la nota descrittiva nei libretti del programma.

## Contributi alla tecnica di incisione
Un altro dei suoi contributi significativi è stato nella sfera tecnologica: è stato il primo direttore d'orchestra a realizzare dischi fonografici commerciali, tutti per la società francese Pathé. Le sue prime registrazioni furono pubblicate su cilindri fonografici in cera, nessuno dei quali è sopravvissuto, ma un gruppo successivo di registrazioni, realizzato intorno al 1906 e pubblicato su dischi Pathé, è stato rimasterizzato e ristampato su CD. Le opere vanno da Beethoven a Widor e sono inserite prefazioni di Colonne.

## Vita privata
La seconda moglie di Colonne era il soprano Elise Vergin. Morì a Parigi, all'età di 71 anni.